# Borja Huidobro
Borja Huidobro nato Francisco de Borja García-Huidobro Severín (Santiago del Cile, 10 ottobre 1936) è un architetto cileno, particolarmente noto per la realizzazione della sede del Ministero dell'Economia e delle Finanze francese a Bercy con Paul Chemetov.

## Biografia
All'età di 19 anni, iniziò a studiare pittura con il pittore Nemesio Antúnez. Continuò con i corsi di architettura presso la Pontificia università cattolica del Cile, dove apparteneva alla stessa classe di Sergio Larraín García Moreno, Emilio Duhart, Mario Pérez de Arce, Héctor Valdés e Fernando Castillo Velasco. Si laureò nel 1963.
Giunse in Francia dove ha lavorato principalmente sulle zone da urbanizzare con priorità (ZUP).
Nel 1969 entrò a far parte del Laboratorio di urbanistica e architettura (AAU), insieme al collega peruviano Henri Ciriani. Lì progettò e realizzò importanti opere pubbliche in Francia, India e Cina nei primi anni 1980. Vi lavorò in particolare con Paul Chemetov, con il quale sviluppò una vera complementarità.
Improvvisamente, nel 1998, fondò con lui l'agenzia, C + H + (Chemetov + Huidobro).
Mantiene ancora un legame con il nativo Cile, dove realizza importanti progetti urbanistici.

## Premi
- 1991 - Premio nazionale di architettura - Cile.

## Opere
- ZUP:
  - 1959: ZUP di Mireuil-Saint-Maurice, comune di La Rochelle, con Louis Simon ,
  - 1966: ZUP di Pointe du Barrou (Ile de Thau), ai margini del Bassin de Thau, comune di Sète (Hérault).
- All'interno dell'AAU:
  - 1972: Decorazione della galleria Arlequin a Villeneuve a Grenoble, con Henri Ciriani (arte urbana),
  - 1981-1988: Ministero dell'Economia e delle Finanze (Bercy), con Paul Chemetov,
  - 1982-1985: Ambasciata di Francia a Nuova Delhi (India), con Paul Chemetov,
  - 1989-1994: Ristrutturazione della Grande Galerie de l'Évolution du Muséum national d'Histoire naturelle, con Paul Chemetov,
  - 1991: Lycée Mozart, Le Blanc-Mesnil, con Paul Chemetov,
  - 1994: Biblioteca-mediateca, Évreux, con Paul Chemetov.
- Con C + H + :
  - 1998: Ristrutturazione dell'IUT di Bobigny,
  - 2000: Biblioteca comunale, Montpellier,
  - 2000-2001: Palais omnisports Les Arènes, Metz, Jean-Claude Cadoux e la bottega Gaertner,
  - 2001: Palais omnisports Les Arènes, Metz,
  - 2004: Stadio René-Gaillard, Niort (progetto in stand-by).

## Saggi
Paul Chemetov e Borja Huidobro "Cinque progetti 1979-1982", Electa Moniteur, Parigi, 1983